# Vincent Pichel
Vincent Pichel (12 novembre 2001) è un calciatore olandese, centrocampista del Be Quick 1887.

## Carriera
Cresciuto nel settore giovanile del Cambuur, debutta in prima squadra il 21 gennaio 2023, in occasione dell'incontro di Eredivisie perso per 0-3 contro lo Sparta Rotterdam.

## Statistiche

### Presenze e reti nei club
Statistiche aggiornate all'11 febbraio 2023.
| Stagione        | Squadra         | Campionato      | Campionato | Campionato | Coppe nazionali | Coppe nazionali | Coppe nazionali | Coppe continentali | Coppe continentali | Coppe continentali | Altre coppe | Altre coppe | Altre coppe | Totale | Totale |
| Stagione        | Squadra         | Comp            | Pres       | Reti       | Comp            | Pres            | Reti            | Comp               | Pres               | Reti               | Comp        | Pres        | Reti        | Pres   | Reti   |
| --------------- | --------------- | --------------- | ---------- | ---------- | --------------- | --------------- | --------------- | ------------------ | ------------------ | ------------------ | ----------- | ----------- | ----------- | ------ | ------ |
| 2022-2023       | Cambuur         | ED              | 4          | 0          | CO              | 0               | 0               |                    | -                  | -                  |             | -           | -           | 4      | 0      |
| Totale carriera | Totale carriera | Totale carriera | 4          | 0          |                 | 0               | 0               |                    | -                  | -                  |             | -           | -           | 4      | 0      |